# Џон Питерс Хамфри
Џон Питерс Хамфри (енгл. John Peters Humphrey; 30. април 1905 — 14. март 1995) био је канадски правник и адвокат за људска права. Најпознатији је као аутор првог нацрта Универзалне декларације о људским правима.

## Дјетињство, образовање и академска каријера
Хамфри је рођен као син Френка Хамфрија и Нели Питер 30. априла 1905. у Хемптону у Њу Брансвику. У дјетињству је доживио трагедију, јер су му оба родитеља умрла од рака, а у несрећи је изгубио и једну руку док се играо ватром. Хамфри је био у интернату, гдје је трпио задиркивање осталих ученика; тврди се да је то утицало на изградњу његовог карактера и саосјећања.
Хамфри се пријавио на Универзитет Маунт Алисон са 15 година и био је примљен. Пребацио се на Универзитет Макгил и живио је са сестром Рут која је била учитељица у Монтреалу. Хамфри је дипломирао на Макгилу 1925. године. По завршетку студија Хамфри је добио стипендију да студира у Паризу. На броду до Париза, упознао је сапутницу Џени Годро, са којом се вјеначо у Паризу убрзо по доласку.
Хамфри се вратио у Монтреал након стипендије да би радио у струци пет година прије него што је прихватио мјесто професора на Макгилу; уписао је и мастер студије, гдје се специјализовао за међународно право. Током 1930-их Хамфри се сматрао ренесансним човјеком са великим интересовањем за образовање, умјетност и хуманистичке науке. Док је предавао на Макгилу почетком 1940-их, Хамфри је упознао Хенрија Ложијеа, избјеглицу из Француске, који је представљао Слободне Французе. Ложије се 1943. године преселио у Алжир да предаје на Алжирском универзитету, а касније је постао помоћник генералног секретара Уједињених нација.
Док је био на Универзитету Макгил, Џон Питерс Хамфри је основао Дебатну унију, једно од најуспјешнијих и најистакнутијих свјетских дебатних друштава.

## Универзална декларација о људским правима
Помоћник генералног секретара Уједињених нација, Хенри Ложије, је 1946. године именовао Џона Питерса Хамфрија за првог директора Сектора за људска права Уједињених нација, унутар Секретаријата Уједињених нација
Хамфри је био задужен за нацрт Универзалне декларације о људским правима. Након консултација са извршном групом Комисије, којом је предсједавала Еленор Рузвелт, професор Хамфри је припремио први прелиминарни нацрт онога што је требало да постане Универзална декларација о људским правима. У ноћи 10. децембра 1948. Генерална скупштина једногласно је усвојила Декларацију коју је Еленор Рузвелт назвала „међународном Магна картом цијелог човјечанства”.

## Каријера у Уједињеним нацијама
Хамфри је остао у УН-у 20 година. Током овог периода, надгледао је спровођење 67 међународних конвенција и устава десетак земаља. Радио је у разним областима, међу којима су били слобода штампе, статус жена и расна дискриминација. Професору Хамфрију је на 40. годишњицу Декларације 1988. године, додијељена награда Уједињених нација за људска права.
Хамфри је 1963. године предложио идеју о Високом комесаријату ОУН за људска права. Иако је првобитно идеја била позитивно прихваћена, тек након 30 година, у вријеме генералног секретара Бутроса Бутрос-Галија, ова је идеја остварена.